# 山田真弘
山田 真弘（やまだ まさひろ、1972年8月15日 - ）は、日本のオートレース選手。東京都出身。24期、元船橋オートレース場所属、2016年4月より川口オートレース場所属。弟子は、片野利沙（32期）。

## 選手データ
- プロフィール
  - 選手登録 1995年6月30日
  - 身長　163.3cm
  - 体重　65.1kg
  - 血液型　O型
  - 趣味　ゴルフ

- 戦歴 
  - 通算優勝回数:20回
  - グレードレース（SG,GI,GII）優勝回数:4回
  - 全国区レース優勝回数、SG優勝回数:3回
  - GI優勝回数:1回

- 受賞歴
  - 最優秀選手賞:1回
  - 日刊三賞・殊勲賞:1回
  - 日本プロスポーツ大賞・功労賞:1回

## 略歴
- 2005年
  - 9月25日、SG第9回オートレースグランプリ（浜松オートレース場）でSG初優勝。当時の競走車呼名は「ポッポ・SL」。競走タイムは3.390。
- 2007年
  - 11月4日、SG第39回日本選手権オートレース（飯塚オートレース場）優勝。競走車呼名は「ナノ・111」、競走タイムは3.320。
  - 11月27日、ニッポン放送カップオートレース発祥57周年記念GIオート祭（船橋オートレース場）でGI初制覇。競走タイムは3.328。
  - 12月24日、SG第22回スーパースター王座決定戦（川口オートレース場）優勝。競走タイムは3.327。
  - 12月26日、日本プロスポーツ大賞の功労賞を受賞。
- 2008年
  - 1月10日、2008年度オートレース選手表彰にて最優秀選手賞を初受賞。

## 人物
山田真弘は伊藤信夫（浜松オートレース場所属）や濱野淳（山陽オートレース場所属）、仲口武志（船橋オートレース場所属）らと同じ24期生としてデビューした。池田政和（23期）や永井大介（25期）と共にかつての船橋を支えたエース選手であり、全盛期には現役最速と呼ばれたスタート力を武器に大レースで「ぶっちぎり」の競走を展開した。

デビュー当時から2000年頃まではぱっとしない日々が続いたが、21世紀に入ると徐々に船橋で台頭し始めた。尤も、その頃はまだ単に「スタート速攻型の選手」という認識で見られていた。
そんな山田を劇的に進化させる端緒となった事件が起こった。それは2003年3月2日、地元船橋で開催されたSG第16回全日本選抜オートレースの優勝戦でのことである。この時地元勢はおろか、関東地区の選手で優出出来たのは山田のみであり、0メートルハンデの最イン1号車に入った山田に対し非常に大きな期待が寄せられた。
しかし、山田はこのレースでまさかの単独落車に沈んでしまう。しかも、トップスタートを切って後続を数十メートル引き離して先頭を独走していたところでの、信じがたいミスであった。
この落車でしばらくは挫折感に苛まれ、中々立ち直ることが出来なかった。しかし、そのショックを乗り越え、レースに取り組む姿勢にも変化が見られるようになった山田は更なる成長を遂げ、2005年9月25日、SG第9回オートレースグランプリで記念レースを飛び越えていきなりのSG制覇を達成したのだ。

## 脅威の「ナノ・111」
その後は好調と不調の波がしばらく続いたが、2007年8月に新たに購入し、実戦投入したエンジンが山田を更なる高みへと押し上げた。同年1月11日に生まれた愛娘の名前と誕生日をもじって「ナノ・111」という呼名を与えられたそのエンジンは近年稀に見る程の超抜機で、その好調ぶりは他の選手が脱帽する程だった。

山田はスタートにかけては日本最速とまで評されるが、時折そのスタートでミスをすることがあった。多くの場合はスタート時に白煙を噴いて空回りし、大きく出遅れてしまう。そうなれば、従来の山田であればそこまでであった。

しかし、新車「ナノ・111」号に乗り変えてからは、たとえスタートに失敗しても後方から追い上げて勝利出来るようになった。この好調エンジンに引っ張られるようにして山田の技術も更なる向上を見せ、特に捌きにかけては大幅な成長を遂げた。10月には地元の一般開催で圧倒的な完全優勝を飾るなど、その力は凄まじい物であった。

そして、2007年11月4日、SG第39回日本選手権オートレース優勝戦。「ナノ・111」という超抜エンジンに加え、選手間で評判の高い超抜タイヤであった「48タイヤ」（製造番号が「48」のタイヤのこと）を装着し、因縁の1号車で優勝戦に臨んだ。そして、フライング発生に伴う二度目のスタートでトップスタートを切ると、見る見るうちに後続を引き離し、50メートル程度をつける独走劇にて優勝を飾ったのである。

完全に勢いに乗ったまま迎えたSG第22回スーパースター王座決定戦でも圧倒的な力を見せ付け優勝。SG連勝により、2007年度賞金王と最優秀選手に選ばれた。
しかし、このSS王座決定戦の優勝を最後に圧倒的な強さは影を潜め、山田は優勝の美酒から遠ざかることとなり、長らくA級のレーサーとして、時折往年の走りの片鱗をみせるに留まっていたが、2021年11月には2007年の「スーパースター王座決定戦」以来の優勝を飾るなど成績を残し、「2022年度前期適用ランク」にて久々S級（S42）に昇格を果たした。